# Merope (figlia di Cipselo)
Merope (in greco antico: Μερόπη?, Meropê) è un personaggio della mitologia greca. Fu regina di Messenia.

## Genealogia
Figlia di Cipselo re dell'Arcadia, sposò Cresfonte e divenne madre di Telefonte, di un secondo figlio non nominato e di un terzo di nome Epito. Nella tragedia di Euripide intitolata Cresfonte, che riprende questo mito, il secondogenito di Merope si chiama Cresfonte come il padre.

## Mitologia
Mitica principessa dell'Arcadia, figlia del re Cipselo, fu data in sposa all'eraclide Cresfonte re della Messenia, il quale stabilì la propria residenza a Steniclero. Ma poiché il governo di Cresfonte era per lo più orientato a favore del popolo, i ricchi si ribellarono e uccisero il re e i suoi figli tranne il terzogenito Epito, che scampò alla strage e fu poi allevato in segreto; Merope, rimasta vedova, fu invece costretta a sposare il nuovo re Polifonte. Successivamente Epito, divenuto adulto, ritornò a Messene e vendicò il padre, liberando così la madre e divenendo re.
Secondo Igino, lo stesso Polifonte uccise il marito di Merope la quale, dopo che l'assassino s'insediò sul trono, mandò in Etolia il figlio maggiore Telefonte, l'unico che era riuscita a salvare. Questi tuttavia, una volta fatto ritorno in Messenia, non riconobbe la madre ed asserì anzi di averle assassinato il figlio. Merope, disperata cercò di ucciderlo ma ne fu distolta da un vecchio che lo accompagnava; infine, dopo aver riconosciuto il figlio, tramarono insieme con successo la morte di Polifonte. Telefonte divenne infine re .

## Versione di Euripide
Nella tragedia di Euripide, Cresfonte è alla ricerca del padre e viene accolto dalla madre Merope, la quale lo spaccia per l'assassino del marito. L'opera di Euripide è tuttavia perduta: ne restano pochi frammenti in Cicerone, Plutarco e Stobeo.

## Riprese del mito in età moderna
Alla figura della regina messena si ispirarono varie tragedie, fin dal secolo XVI, quando in Italia fu recuperato il genere della tragedia classica: ad esempio, il Cresfonte di Giambattista Liviera (1588) e la Merope di Pomponio Torelli (1589). Esemplare fu tuttavia ritenuta la Merope di Scipione Maffei (1713), a cui attinsero ampiamente la Merope di Voltaire e la Merope di Vittorio Alfieri.
Il mito ispirò anche opere melodrammatiche: la Merope di Geminiano Giacomelli e la Merope di Giovanni Pacini. Merope è infine il titolo di una sezione della raccolta poetica di Gabriele D'Annunzio Laudi del cielo, del mare, della terra e degli eroi.

### Moderna
- Luisa Biondetti, Dizionario di mitologia classica, Milano, Baldini&Castoldi, 1997, ISBN 978-88-8089-300-4.